# Jonathan Eybeschutz
Jonathan Eybeschutz (hébreu : יהונתן אייבשיץ Yehonatan ou Yonasson Eïbeschitz) est un rabbin germano-polonais du XVIIIe siècle (Cracovie, 1690 - Altona, 1764).
Talmudiste, kabbaliste et décisionnaire renommé, il officie comme juge rabbinique à Prague avant de devenir le rabbin de Metz puis des trois communautés (Altona, Hambourg et Wandsbek). 
Il est aussi célèbre pour sa controverse avec son confrère Jacob Emden, ce dernier l'ayant accusé d'être un crypto-sabbatéen.

## Éléments biographiques

### De Cracovie à Vienne (1690-1710)
Jonathan (Yonason) Eybeschutz est né à Cracovie, en Pologne, en 1690 (5450). Son père Nosson Nota, fils du rabbin Nathan Spira, est le rabbin de la ville de Ivančice (Eibenschütz en allemand), en Moravie du Sud, aujourd'hui en Tchéquie.
Avant d'atteindre sa bar-mitsvah, Jonathan Eybeschutz devient orphelin de ses deux parents (de son père, en 1702 et de sa mère Shaindel.). La communauté d'Eybeschutz l'envoie étudier à la yechiva du célèbre rabbin Meir Eisenstadt, l'auteur de Panim Meiros, rabbin à Prostějov (en allemand Proßnitz), aujourd'hui en Tchéquie.
Il continue ses études à la yechiva de Holleschau (maintenant Holešov), sous la direction du rabbin Eliezer HaLevi Oettingen, en famille avec lui. Oettingen décède en 1710 et Jonathan Eybeschutz part pour Vienne, en Autriche.
Le grand-rabbin de Vienne, Samson Wertheimer (1658-1724),, le choisit comme gendre. Sa fille refuse d'épouser Eybeschutz qu'elle considère d'un rang social inférieur.

### Prague, Hambourg (1710-1714)

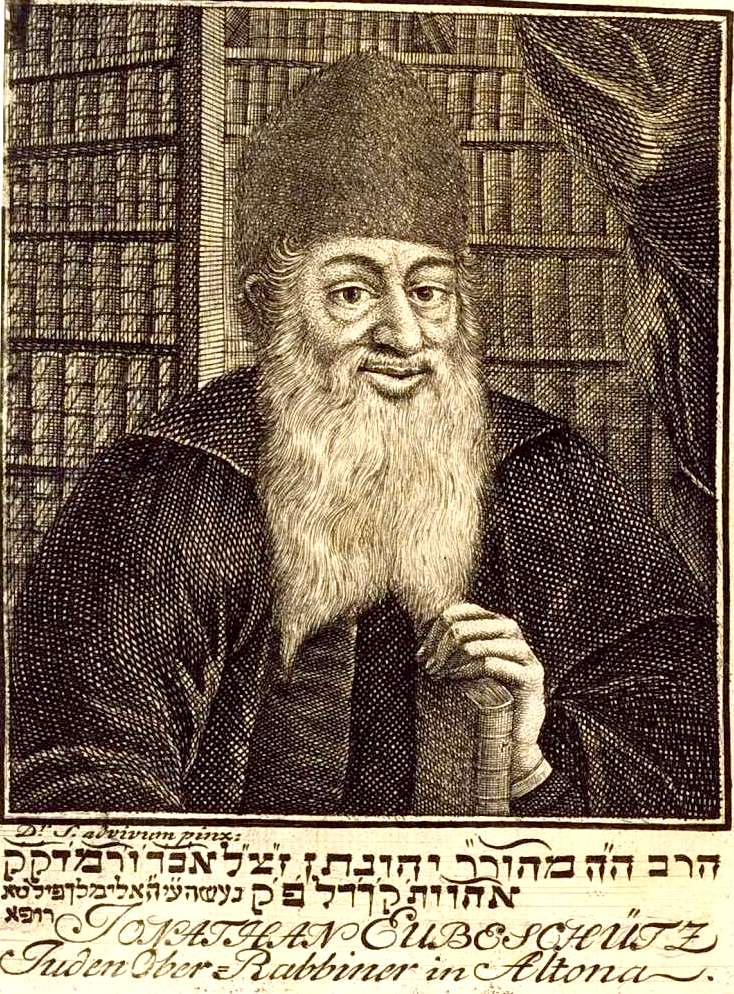
Eybeschütz, rabbin à Altona.

Eybeschutz quitte Vienne et s'établit à Prague, en Tchécoslovaquie. Il épouse, dans cette ville, Elkele, la fille du rabbin Yitzchak Spira. Son beau-père le nomme Rosh yeshiva.
Eybeschutz demeure à Prague deux ans (1710-1712). Il habite chez le rabbin Mordechai HaKohen, le grand-père maternel de son épouse. Il étudie avec les élèves du rabbin Avraham Broide,. Le rabbin Avraham Broide est alors le Grand Rabbin de Metz.
Sur le rabbin Avraham Broide, voici ce qu'écrit Eybeschutz :

« Il est célèbre en Israël ; il a illuminé le monde, devint fameux dans tous les pays et fit des prouesses dans l'étude, l'enseignement et la dissémination de la Torah en Israël au point que pratiquement tous les sages d'Israël dans cette génération sont ceux qui ont bu de ses eaux. Moi, aussi, bien que je n'ai pas mérité sa lumière, de recevoir directement du rav — car quand je suis venu à Prague en 5740/1710 il avait déjà quitté pour Metz — néanmoins, j'ai étudié en discutant avec ses grands disciples, de vrais chachamim (sages)... qui étaient restés là, et j'ai constamment entendu [ses enseignements] dans le beis medrash. »

Après les deux années passés à Prague, Eybeschutz vit deux ans à Hambourg (1712-1714).

### Retour à Prague (1714-1741)
Il retourne à Prague en 1714. Il reprend dans la capitale son poste de Rosh yeshiva. C'est un orateur populaire. Il est respecté aussi bien par la communauté juive que par la population non-juive.
Grâce à ses bonnes relations avec les autorités, Eybeschutz obtient l'autorisation d'imprimer le Talmud à Prague. Mais il ne peut mener son projet à terme.
C'est durant son séjour à Prague que débutent les premières attaques contre Eybeschutz. Il perçoit que ses chances de rester définitivement à Prague sont faibles. En conséquence, lorsque le rabbin Jacob Reicher (Jacob ben Joseph Reischer (Bechofen) (1661-1733), (le Sh'vus Yaakov), le rabbin de Metz de 1719 à 1733 décède en 1733, Eybeschutz tente d'obtenir la position de rabbin de Metz. Le rabbin Jacob Joshua Falk (1680-1756), l'auteur du Pnei Yehoshua obtient le poste et non Eybeschutz.

### Rabbin de Metz (1741-1750)
En 1741, quand le rabbin Falk devient le rabbin de Francfort-sur-le-Main, Eybeschutz est élu rabbin de Metz.
Dans son application pour le poste de rabbin de Metz, Eybeschutz note qu'il est versé, entre autres, dans les domaines de « la science naturelle, l'astronomie, la philosophie, la mécanique, les mathématiques, la rhétorique... »
Ses œuvres démontrent sa connaissance de Newton, Copernic, de l'optique, de l'astronomie, de Descartes et d'Aristote.
En 1746, on lui propose de devenir rabbin à Fürth, en Allemagne. Il accepte mais la communauté de Metz refuse de le laisser partir et d'abréger son contrat.

### Rabbin d'Altona, Hambourg, et Wandsbeck (1750-1764)
En 1750, il quitte Metz pour devenir le rabbin des trois communautés combinées d'Altona, Hambourg, et Wandsbeck.
Il décède à Altona en 1764 (21 Eloul 5524).

## La controverse Emden-Eybeschutz (1751)

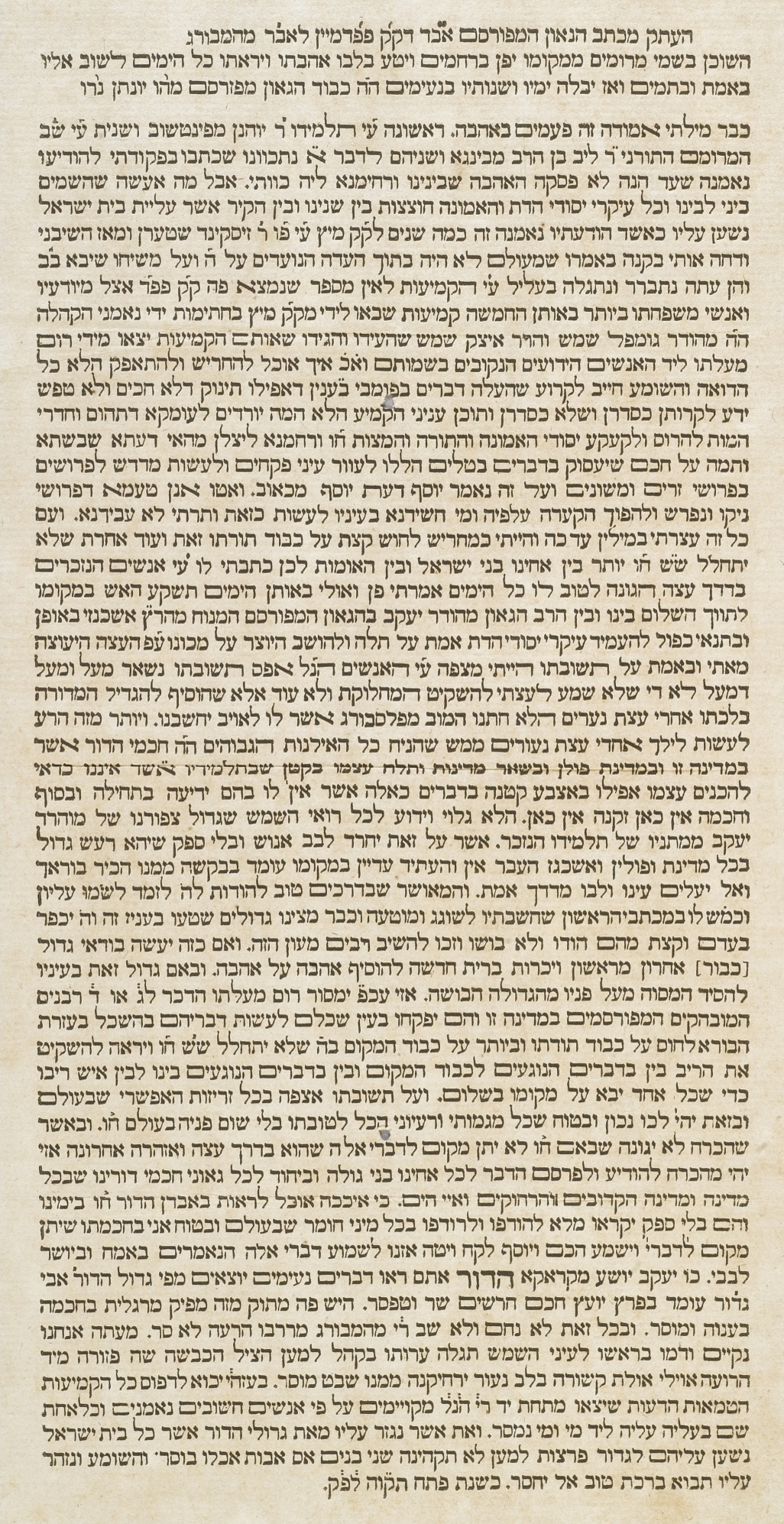
Mise en garde (Azharah Aharonah) de rabbi Jacob Joshua Falk contre le sabbatéisme d'Eybeschùtz, afin d'éviter « la profanation du nom de Dieu » parmi les Juifs et les Gentils et pour effectuer un rapprochement entre Emden et Eybeschùtz, Amsterdam, 4 juin 1751 (11 Sivan 5511).

Le rabbin Jacob Emden (1710-1776) lutte activement contre ceux qu'il soupçonne d'adhérer au mouvement créé par Chabbétai Tsvi. Jusqu'à ce jour, les noms des deux rabbins Emden et Eybeschutz sont liés en raison des attaques de Emden contre Eybeschutz qu'il estime, en secret, être un fidèle du faux messie. Pour attaquer Eybeschutz (son aîné de 20 ans), Emden s'appuie principalement sur l'interprétation d'amulettes (Kamei'os) préparées par Eybeschutz. Cette œuvre d'Eybeschutz portait des caractéristiques d'un disciple de Chabbétai Tsvi,.
Les amulettes avaient été données par Eybeschutz à des fidèles à Metz et à Altona. Elles étaient destinées à des personnes malades ou qui désiraient des bénédictions.
En 1751 (5411), Eybeschutz est nommé Grand rabbin des trois communautés de Altona, Hambourg et Wandsbek.
La controverse avec Emden bat son plein. La majorité des rabbins de l'époque, incluant le rabbin Yechezkel Landau (Noda B'Yehuda) et le Gaon de Vilna prend parti pour Eybeschutz. Les conséquences sont radicales. Interdiction est donnée de fréquenter la synagogue de Emden. Avec l'autorisation du Roi du Danemark, Emden avait établi une imprimerie à Altona, pour imprimer ses propres ouvrages (Seforim). On lui interdit à présent d'imprimer.
Plus tard, le Vaad Arba Aratzos (Conseil des Quatre Pays) ordonne à Emden de quitter Altona. Il refuse d'abord, se basant sur la charte royale qu'il possède. Finalement, il cède et quitte la même année (1751) (5411) Altona pour Amsterdam, en Hollande.
Un appel est fait au roi Frédéric V de Danemark. En 1752, un jugement est rendu en faveur de Emden. Le Vaad Arba Aratzos est censuré et condamné à payer une amende de 100 Thalers.
En 1760, la querelle repart de nouveau quand des preuves de sabbataïsme furent découverts parmi les étudiants de la yeshivah d'Eybeschütz. Au même moment, son plus jeune fils, Wolf Jonas Eybeschutz, s'autoproclamait prophète Sabbataïste, et était très proche de plusieurs Frankistes, ce qui a entraîné la fermeture de la yeshivah d'Eybeschutz.
Selon Gartner (2001) et le monde académique en général, les travaux récents penchent en faveur d'Emden.
Cependant, pour le rabbin Berel Wein, « le judaïsme traditionnel a toujours pris le parti de Rabbi Yehonatan et a accepté ses dénégations à propos de toutes les accusations portées contre lui. Seulement dans l'atmosphère très fermée du monde universitaire des études juives, la discussion fait encore controverse de nos jours. Dans les salles d'études des yechivot et les synagogues, le problème a depuis longtemps été réglé, pour ne pas dire oublié ».
Non seulement les noms de Emden et de Eybeschutz sont liés pour l'éternité, mais ils sont aussi enterrés près l'un de l'autre au cimetière juif de Hambourg,.

## Œuvres de Eybeschutz
Toutes les œuvres d'Eybeschutz ont été publiées de façon posthume, à l'exception d'une seule : (he) Kereti u-Peleti (sur le Yore Dea).
Les autres œuvres d'Eybeschutz sont :
- (he) Ya'arot Devash (1690-1764, Prague[31], une compilation de sermons[32])
- (he) Tiferet Yehonatan (sur le Houmach[32])
- (he) Taryag Mitzvot
- (he) 'Urim ve Tummim (sur le Choulhan Aroukh)[33].
- (he) Binah Le'itim (sur l'ouvrage du Rambam (Maimonide) Hilchot Yom tov)[32]
- (he) Chiddushim al Hilkot Yom Tov
- (he) Bene Ahuvah
- (he) Tiferet Yisrael (sur les Lois de Niddah)[32]
- (he) Shem Olam (sur la Kabbale)[32]
- (he) 'Va'avo Hayom el HaAyin
- (he) Luchot Edut (Altona, 1755[34])
- (he) Luchoth Habrith
- (he) Ahavath Yehonatan (commentaire sur les Haftarot, Hambourg, 1766)[35],[32]
- (he) Alon Bachut (sur Meguilat Eikha (Livre des Lamentations))[32]

## Pensées
- « Tous les plaisirs contiennent un élément de tristesse »[36].

## Points de vue de Eybeschutz
- La leçon de Pourim, selon Eybeschutz[37], est dans l'unité et le rassemblement. Haman définit le peuple juif comme « une nation dispersée et divisée » (Esther 3:8). La réponse d'Esther est : « Va rassemble tous les Juifs » (Esther 4:16).
- Pourquoi le peuple récrimine contre la manne ? Eybeschutz explique que, comme elle était en abondance, il y avait le désir de posséder plus que son prochain[38].
- Il identifie les Lois noachides comme la religion naturelle. En conséquence, il cesse de considérer le Christianisme comme une forme d'idolâtrie[39].

## Influence de Eybeschutz
- Durant sa vie, Eybeschutz a plus d'étudiants que tout autre Rosh yeshiva. Le nombre est estimé à 20 000[15]. Parmi eux : Samuel Halberstadt, qui devient rabbin de Haguenau, avec l'aide d'Eybeschutz, après avoir été expulsé de Prague en 1744, avec toute la communauté juive.

## Anecdote
La tradition rapporte que depuis son enfance, Eybeschutz aimait argumenter avec perspicacité et pratiquer le sophisme avec son entourage puis plus tard, même avec les rois et les membres du clergé chrétien. 
Un jour, rabbi Jonathan quitte sa maison et dans la rue, rencontre le roi qui lui demande où le mènent ses pieds. Rabbi Jonathan répondit qu'il ne le savait pas. Le roi se mit en colère et ordonna son arrestation. Après s'être calmé, le roi lui demande pourquoi il n'a pas répondu correctement à sa question. Rabbi Jonathan lui répliqua : « Votre Majesté, je vous ai donné une réponse correcte. Personne ne sait où le conduisent ses pieds. Et voyez donc. Je suis parti pour aller au Beit Midrash (maison d'étude) et mes pieds m'ont conduit à la prison ».